# Макаров, Юрий Борисович
Юрий Борисович Макаров (30 октября 1970, Бровары, Киевская область, Украинская ССР) — советский и украинский футболист, чемпион мира среди юниоров (1987), Мастер спорта СССР (1987). На данный момент тренер команды ДЮСШ Бровары.

## Карьера
Воспитанник СДЮШОР г. Бровары (первый тренер — В. И. Подзигун) и республиканского спортинтерната (Ф. И. Медвидь). Первый клуб — СКА (Киев) (1987). Затем играл за «Динамо»/«Рось» Белая Церковь (1988—1992, 1996), «Динамо-2» Киев (1993), «Кристалл» Чертков, «Строитель» Бровары (1995), белорусский «Ведрич-97» (1997—1998), мини-футбольный клуб «Рудня» (1999—2000).
Победитель чемпионата мира среди юношеских команд (1987).
По окончании игровой карьеры стал работать детским тренером в Броварах.